# Tracey Garvis Graves
Tracey Garvis Graves (født 1968) er en amerikansk forfatter og journalist.

## Bøger på dansk
- Vores ø (On the Island), 2012
- Længsel (Covet), 2019